# Victoria Siedlecki
Victoria Siedlecki (Buenos Aires) es una actriz, narradora y bailarina argentina afincada en Madrid y es directora de la Escuela de Cuentacuentos.
Inicialmente, estudió danza, interpretación y canto en Buenos Aires en la escuela de teatro musical de Julio Bocca, con los profesores Ricky Pashkus, Marcela Cricket y Rubén Vianni. También estudio Danza-teatro con Florencia Chame y Clown con Pablo Herrero. También realizó estudios de danza española en la escuela del bailarín y coreógrafo José Zartmann y luego en la escuela de danza española de Graciela Ríos Sáiz. Continuó sus estudios de canto con el tenor argentino Leonardo Pérez Olivera de 1998 a 2000. Posteriormente, estudió actuación para cine con el director Eduardo Milewickz. 
En 2001 se traslada a España a continuar sus estudios de teatro musical y flamenco.
Su espectáculo Relatos eróticos ha conseguido permanecer en teatros durante más de cinco temporadas.